# Schelach Lecha

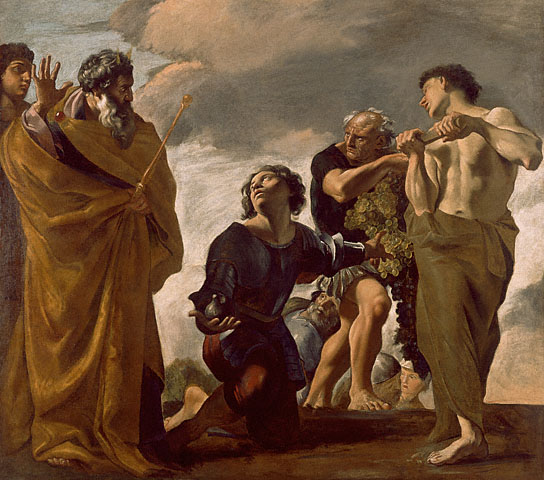
Mose und die Kundschafter von Kanaan (Bild von Giovanni Lanfranco)

Schelach oder Schelach Lecha (Biblisches Hebräisch שְׁלַח-לְךָ ‚Schicke!‘) ist ein Abschnitt der Torah und umfasst den Text Numeri 13–15 (13 ; 14 ; 15  – ELB-Links: 13 ; 14 ; 15 ). Er wird im jährlichen Zyklus der Lesung aus der Torah am 3. oder 4. Schabbat im Monat Siwan gelesen. Das Kernthema ist die Sendung der Kundschafter.

## Inhalt
Mose wird befohlen, von jedem Stamm einen Kundschafter auszuwählen, um das Land Kanaan auszukundschaften und eine Invasion vorzubereiten. Die Späher bringen bei ihrer Rückkehr nach 40 Tagen üppige Früchte des Landes mit und berichten bis auf Josua und Kaleb, dass die dort wohnenden starken Krieger, die sie als Riesen beschreiben, niemals besiegt werden können.
Die Israeliten sind daraufhin enttäuscht und fordern die Rückkehr nach Ägypten. Kaleb und Josua (Jehoschua) versuchen vergeblich, das Volk zu ermutigen und sein Vertrauen auf Gott zu festigen. Durch einen Beschluss Gottes wird daraufhin die ganze Generation des israelitischen Volkes dazu verurteilt, in der Wüste nach 40 Jahren Wanderung zu sterben, und es wird verkündet, dass erst ihre Kinder in das Land einziehen werden. Die Kundschafter – mit Ausnahme von Josua und Kaleb – sterben an einer Seuche.
Nach der Bekanntgabe von Gottes Ratschluss sieht das Volk seinen Fehler ein und will – gegen den erklärten Willen von Mose – sofort zum Angriff übergehen. Dieser endet allerdings mit einer blutigen Niederlage an der Grenze Kanaans.
Gott befiehlt Mose, wie die Opfer nach der Inbesitznahme des Landes ausgeführt werden sollen. Danach wird auch berichtet, wie einer am Schabbat Holz sammelt und mit dem Tod durch Steinigung bestraft wird.
Der Abschnitt endet damit, dass die Israeliten aufgefordert werden, sich Quasten an ihre Kleiderzipfel zu nähen.

## Haftara
Die zugehörige Haftara ist Jos 2  .